# Maurice Guilbert (peintre belge)
Pour les articles homonymes, voir Guilbert.
Maurice Guilbert, né à Mons le 11 juin 1876 et mort à Uccle (Bruxelles) le 16 juin 1933, est un artiste peintre belge paysagiste. Il est l'un des représentants en peinture de l'école de Mons.

## Biographie
Maurice-Henri Guilbert, né à Mons le 11 juin 1876, de père inconnu est le fils de Céline Guilbert. Il épouse à Ixelles Marthe Rom.
Il étudie à l'Académie royale des Beaux-Arts de Mons et se spécialise dans la technique de la tempera sur toile.
Pendant la Première Guerre mondiale, il quitte la Belgique envahie par l'armée allemande et se réfugie aux Pays-Bas.
Il a représenté les paysages du Hainaut (Carnières), de l'Ardenne, de la Meuse (Waulsort) et du Midi de la France (côte des Maures).
De 1925 à 1933, il est président du cercle artistique d'Uccle Centre d'Art dont il est l'un des membres fondateurs.
Intéressé par la politique au sein du Parti libéral, il a été élu conseiller communal suppléant d'Uccle.
Ses œuvres sont présentes dans les musées de Mons et d'Ixelles et dans les collections de la Région de Bruxelles-Capitale.
À la suite de son décès à Uccle le 16 juin 1933, il reçoit des funérailles à l'église Saint-Pierre d'Uccle et est inhumé au cimetière d'Uccle.

## Style artistique
Maurice Guilbert a adopté un style luministe structurant ses paysages par des marques de couleurs vives et chaleureuses notamment pour ses peintures a tempera.

## Sélection d'œuvres
- Paysage à Saint-Job, huile sur toile, 1910.
- Les Jeunes Peupliers, huile sur toile, 1910.
- Effet de neige, huile sur toile, 1911.
- Impression d'hiver, gouache, 1912.
- Breedene-sur-Mer, gouache, 1912.
- Sapins et Bouleaux, gouache, 1914.
- L'Amblève et le Toit rose, 1922.
- Les Eucalyptus (Provence), huile sur toile à la tempera, 1923.
- Le Château, Waulsort, huile sur toile à la tempera, Musée d'Ixelles, 1925.
- Les Peupliers de La Grave, patrimoine mobilier de la Région de Bruxelles-Capitale, 1925.
- La Route du Lavandou, 1927.

## Hommages et distinctions
En 1938, un banc en pierre blanche est installé en mémoire de Maurice Guilbert, président de l’association « Uccle, Centre d’Art », dans le parc de Wolvendael à Uccle.
Les distinctions honorifiques suivantes lui ont été attribuées :
- Chevalier de l'ordre de Léopold ;
- Chevalier de l'ordre de la Couronne.